# Хихифо
Хихифо (тонг. Hihifo) — административный центр округа Ниуас в Тонга, расположенный на юго-западном берегу самого крупного из островов архипелага — Ниуатопутапу. Население Хихифо — 800 человек. Недалеко от деревни находится аэропорт Куини Лавениа.
Была сильно повреждена во время Самоанского землетрясения и цунами 2009 года..